# ダグズバーガー
ダグズ・バーガー（DOUG'S BURGER）は、沖縄県宮古島市を拠点とするハンバーガーチェーン店。

## 概要
2011年12月2日に沖縄県宮古島市に１号店を開店した。
創業者は照井公基。ダグズ・バーガー（DOUG'S BURGER）の名称は照井の米国帰化時のミドルネームであるDouglasに由来する。和牛やキハダマグロなどの宮古島の食材を活かしたアメリカンスタイルのメニューを特徴とする。
2025年2月現在、沖縄県内に三店舗（宮古島本店、池間島店、石垣島店）、県外に二店舗（広島店、名古屋店）の計5店舗を構えている。
株式会社ダグズ・バーガー内の系列店にダグズ・コーヒーやダグズ・グリルなどがあり、多角的に経営を行っている。

## メニュー
創業当初より、宮古島近海で取れたキハダマグロを使用したダグズ・ツナステーキバーガーを看板メニューとしている。また、ビーフパティやパン、調味料なども宮古列島産の食材をできる限り使用することを基本としている。多良間島で生まれた黒毛和種を多良間牛として独自に商標登録しており、ダグズ・バーガーグループ内で提供している。

## 沿革
2011年12月2日に宮古島市内に第１号店を開店した。
2016年9月に株式会社カフェカンパニーと包括的な事業提携基本契約書を締結し、2017年2月に福岡市博多区のJR博多駅アミュプラザ内に博多駅店を開店した。
2017年4月 広島市南区に広島駅前店を開店した。
2017年　多良間牛、宮古島ツナを商標登録
2018年4月　台中市に台中店を開店し初の海外出店を実現した。
2019年4月　沖縄県石垣市のアーケード商店街、ユーグレナモール内に石垣島店を開店した。
2019年10月　名古屋市千種区に名古屋店を開店した。
2020年　博多駅店がフランチャイズ先の企業の撤退によりダグズ・コーヒーの博多駅店とともに閉店した。
2021年4月　栗木商事株式会社と結んでいた名古屋店のフランチャイズをダグズ・バーガーが設立した株式会社ダグズ・バーガー東海が買収し、ダグズ・バーガーに初のグループ会社が誕生した。
2022年4月　台中店を閉店した。
2022年7月　熊本県の特産物であるあか牛を素材とした新ブランド「ダグズ・バーガー（RED）」を熊本県阿蘇郡に期間限定で開店した。
2022年10月　宮古島市池間に池間島店を開店した。池間島は宮古島と池間大橋によって接続されており、宮古島市内で2店舗目の開業となった。株式会社タツミのグループ会社の合同会社ホームネットとのフランチャイズ契約による営業である。

## ロゴマーク
ロゴにはハンバーガーと飛行機、「DOUG'S BURGER Just thinking about it makes you hungry」の文字が描かれている。白黒で毛筆タッチのロゴを採用しているが、これは創業当初より海外進出を視野に入れており「Made in Japan」を想起させることを意図していたためである。
また、飛行機はダグズ・バーガーグループ内の他店舗でもロゴに採用されている。これは創業者の照井が「飛行機好き」であるためとされており、照井自身もパイロット免許を取得し自家用機を保有していることを公言している。

## 店舗一覧
ダグズバーガー
- 宮古島本店
- 池間島店
- 広島駅店
- 石垣島店
- 名古屋店

ダグズグリル（DOUG'S GRILL）
- 宮古島本店

ダグズコーヒー（DOUG’S COFFEE）
- 宮古島本店
- 石垣空港店
- 石垣島アートホテル店